# Chroesthes longifolia
Chroesthes longifolia är en akantusväxtart som först beskrevs av Robert Wight, och fick sitt nu gällande namn av B. Hansen. Chroesthes longifolia ingår i släktet Chroesthes och familjen akantusväxter. Inga underarter finns listade i Catalogue of Life.